# Fazio Fabbrini
Fazio Fabbrini, noto anche con lo pseudonimo di Fiaccola (Abbadia San Salvatore, 5 febbraio 1926 – Siena, 10 dicembre 2018), è stato un politico e partigiano italiano.

## Biografia
Fazio Fabbrini nacque ad Abbadia San Salvatore il 5 febbraio 1926, figlio di Alessandro, operaio della miniera di mercurio e dirigente della sezione locale del Circolo del Partito comunista fin dalla sua fondazione nel 1921.
Nel 1939 la famiglia si trasferì a Pienza, dove il padre assunse la direzione della piccola miniera di lignite e il giovane Fazio ebbe modo di continuare gli studi superiori sino al conseguimento del diploma magistrale. Fazio Fabbrini dedicò il proprio impegno alla causa antifascista fin da giovanissimo, diventando partigiano combattente nella battaglia di Monticchiello dell'aprile del 1944, in seguito alla quale si ritirò sul monte Amiata con la formazione "Mencatelli", assumendo il nome di battaglia "Pisacane", cambiato poi in "Fiaccola" passando al distaccamento "O. Sabatini".
Dopo la guerra si trasferì a Siena per ricoprire il ruolo di segretario del Movimento giovanile della Federazione provinciale di Siena del Partito comunista italiano, fino ad essere eletto nel Comitato federale nel settembre 1945. All'interno del partito è stato, tra l'altro, responsabile della Commissione di organizzazione della Federazione provinciale di Siena, poi insegnante di economia politica marxista nella scuola nazionale del PCI alle Frattocchie, incarico lasciato per occupare un posto nella Commissione economica centrale del PCI a Roma e, in seguito, per essere scelto come segretario della Federazione comunista di Siena (1958).
Nel 1962, durante il IX Congresso nazionale del PCI a Roma, venne eletto nel Comitato centrale del partito, all'interno del quale rimase fino al 1970. Nel 1965 fu eletto sindaco di Siena e durante il breve mandato, conclusosi nel 1966, si distinse per l'ordinanza di chiusura del traffico automobilistico nelle vie principali del centro storico della città, prima in Europa (5 luglio 1965).
Alle elezioni politiche del 1968 risultò eletto nel collegio senatoriale - a 42 anni, uno dei più giovani senatori della Repubblica - dove fu indirizzato dal gruppo comunista ad entrare a far parte della Giunta consultiva per gli affari europei e della quale per qualche tempo fu anche vice presidente. Dopo poco più di un anno, nell'ottobre del 1970, l'aula del Senato elesse Fazio Fabbrini membro del Parlamento Europeo, incarico che condivise insieme a nomi importanti della politica dell'epoca, come Giorgio Amendola e Nilde Jotti, anch'essi del gruppo comunista. A Strasburgo Fabbrini fece parte della Commissione bilancio e di quella dei trasporti e delle politiche regionali, oltre a sostituire Giorgio Amendola nell'ufficio di Presidenza, quando quest'ultimo era impegnato a Roma. Nel 1976 concluse l'attività di parlamentare sia nazionale che europea, entrando a far parte della Deputazione amministrativa della banca Monte dei Paschi di Siena. Fu inoltre consigliere per alcune società finanziarie quali la Sviluppumbria e la United Bank for Africa, con sede in Nigeria. Fazio Fabbrini, in pensione dai primi anni '80, ha poi vissuto a Siena.
Muore all'età di 92 anni nel dicembre del 2018.

## Opere
- "Impegno di una vita. Note autobiografiche", Siena, Nuova Immagine Editrice, 2003
- "Giovani e antifascisti, in Guerra per bande. Dalla Val d'Orcia all'Amiata", Firenze, Il Ponte Editore, 2003, pp. 83–128[1]

## Archivio
La documentazione è stata donata dallo stesso Fazio Fabbrini al Archivio storico del movimento operaio democratico senese (ASMOS).
Il fondo è costituito da:
- Corrispondenza con esponenti del Partito Comunista (Palmiro Togliatti, Alessandro Natta, Vindice Cavallera, Giorgio La Pira, Giancarlo Pajetta, Giorgio Amendola)  con la Federazione comunista senese e di altre province; con sezioni e dirigenti, fra cui Luciano Mencaraglia e Perseo Stolzi; con varie Federazioni provinciali del PSI, con organi di altri partiti politici e con associazioni;
- Atti e documenti: testimonianze del periodo partigiano, appunti di interventi in vari consessi tra cui al Parlamento europeo, bozze di verbali.
- Manoscritti: relazione sullo stato del PCI in provincia di Siena (1951), articoli pubblicati su «l’Unità» e su altri giornali; relazioni a congressi provinciali e a convegni.[2]